# Capnia prolongata
Capnia prolongata är en bäcksländeart som beskrevs av Zhiltzova 1969. Capnia prolongata ingår i släktet Capnia och familjen småbäcksländor. Inga underarter finns listade i Catalogue of Life.